# 아누팜 트리파티
아누팜 트리파티(힌디어: अनुपम त्रिपाठी, 1988년 11월 2일 ~ )는 대한민국에서 활동하는 인도의 배우이며, 뉴델리에서 태어났다.

## 생애
트리파티는 뉴델리에서 중산층 가정의 자녀로 태어났다. 2006년부터 노래와 연기를 시작했다. 트리파티는 2010년 대한민국으로 건너가 경희대학교 어학당에서 3개월간 한국어를 배웠다. 이후 2011년에 한국예술종합학교에 입학하여 2015년에 졸업했다. 졸업한 이후 계속 대한민국에 거주했다. 2021년 현재 석사과정을 밟고 있다.

## 경력
2013년인 대학 3학년 때부터 대한민국의 연극과 광고에 출연하기 시작했다.
트리파티가 처음으로 주연으로 출연한 것은 2021년 넷플릭스 오리지널 시리즈 《오징어 게임》이며, 압둘 알리 역을 맡았다.

## 출연 작품

### 연극
| 연도 | 제목                   | 역할   | 비고 |
| ---- | ---------------------- | ------ | ---- |
| 2013 | 사보이 사우나          |        |      |
| 2015 | 불량청년               | 마자르 |      |
| 2016 | 오델로 - oh the yellow | 오델로 |      |

### 드라마
| 연도 | 제목              | 역할               | 비고    |
| ---- | ----------------- | ------------------ | ------- |
| 2015 | 식샤를 합시다 2   |                    | tvN     |
| 2015 | 호구의 사랑       |                    | tvN     |
| 2016 | 태양의 후예       |                    | KBS2    |
| 2019 | 아스달 연대기     |                    | tvN     |
| 2020 | 슬기로운 의사생활 |                    | tvN     |
| 2021 | 모범택시          |                    | SBS     |
| 2021 | 오징어 게임       | 압둘 알리          | NETFLIX |
| 2022 | 수리남            | 인도계 수리남 군인 | NETFLIX |
| 2023 | 킹더랜드          | 사미르             | JTBC    |
| 2025 | 노무사 노무진     | 니말               | MBC     |

### 영화
| 연도 | 제목            | 역할                 | 비고 |
| ---- | --------------- | -------------------- | ---- |
| 2014 | 국제시장        | 스리랑카 노동자      |      |
| 2015 | 더 폰           | 찰스                 |      |
| 2016 | 아수라          | 인도 노동자          |      |
| 2016 | 럭키            | 인도 남자            |      |
| 2017 | 침묵            | 태국공장 소장        |      |
| 2017 | 심장박동조작극  | 네팔 주방장          |      |
| 2019 | 걸캅스          | 아랍똘마니 3         |      |
| 2021 | 승리호          | 설리반 비서          |      |
| 2021 | 제8일의 밤      | 오프닝 설법자 목소리 |      |
| 2022 | 배니싱:미제사건 |                      |      |
| 2022 | 젠틀맨          | 김대웅               |      |

### 광고
| 연도 | 광고주   | 브랜드   | 비고                                                                 |
| ---- | -------- | -------- | -------------------------------------------------------------------- |
| 2022 | 여기어때 | 여기어때 | 윤종신, 이미주, 장기하, 노홍철, 장윤주, 미노이, 빠니보틀과 함께 출연 |